# Hydriomena albimontanata
Hydriomena albimontanata là một loài bướm đêm trong họ Geometridae.